# Puchar Miast Targowych (1969/1970)
XII Puchar Miast Targowych 1969/1970

(ang. Inter-Cities Fairs Cup)

## 1/32 finału
| Arsenal F.C. – Glentoran F.C. 3:0 i 0:1 1 06.09 1969 1:0 Graham 15, 2:0 Graham 25, 3:0 Gould 42 2 29.09 1969 0:1 Henderson 2k |
| Dundee United – Newcastle United 1:2 i 0:1 1 15.09 1969 0:1 W. Davies 56, 0:2 W. Davies 62, 1:2 Scott 77 2 01.10 1969 0:1 K. Dyson 90 |
| Liverpool F.C. – Dundalk F.C. 10:0 i 4:0 1 16.09 1969 1:0 Evans 1, 2:0 Lawlor 10, 3:0 Smith 24, 4:0 Graham 36, 5:0 Evans 38, 6:0 Lindsay 56, 7:0 Smith 67, 8:0 Thompson 69, 9:0 Callaghan 76, 10:0 Graham 82 2 30.09 1969 1:0 Thompson 13, 2:0 Thompson 31, 3:0 Graham 48, 4:0 Callaghan 81 |
| FK Partizan – Újpest 2:1 i 0:2 1 18.09 1969 1:0 Borivoje Dżordżević 2, 2:0 Borivoje Dżordżević 26, 2:1 E. Dunai 80 2 01.10 1969 0:1 Bene 61, 0:2 E. Dunai 66 |
| CE Sabadell – RFC Brugeois 2:0 i 1:5 1 17.09 1969 1:0 Zaballa 38, 2:0 Cristo 86 2 01.10 1969 0:1 Carteus 13, 0:2 Lambert 24k, 0:3 Lambert 42, 0:4 Turesson 49, 1:4 Palau 59, 1:5 Turesson 63                                                                                                |
| UD Las Palmas – Hertha BSC 0:0 i 0:1 1 17.09 1969 2 01.10 1969 0:1 Patzke 70k |
| Wiener SC – Ruch Chorzów 4:2 i 1:4 1 17.09 1969 1:0 Pribil 12, 1:1 Marx 30, 2:1 Onger 35, 3:1 F. Laudrup 40, 3:2 Gomoluch 64, 4:2 Hörmayer 80 2 30.09 1969 0:1 Piechniczek 7, 0:2 E. Faber 16, 0:3 Marx 51, 0:4 Herman 55, 1:4 F. Laudrup 72                                                |
| FC Rouen – FC Twente 2:0 i 0:1 1 09.09 1969 1:0 Pospichal 29k, 2:0 Rustichelli 48 2 30.09 1969 0:1 Drost 43 |
| Vitória SC – Baník Ostrawa 1:0 i 1:1 1 10.09 1969 1:0 Carlos Manuel 10 2 02.10 1969 0:1 Guzik 73, 1:1 Artur 80 |
| Sporting CP – LASK Linz 4:0 i 2:2 1 24.09 1969 1:0 Pedras 8, 2:0 Gonçalves 60, 3:0 Fernando Peres 72k, 4:0 Lourenco 75 2 01.10 1969 0:1 Gonçalves 39, 1:1 Wurdinger 44, 1:2 Lourenco 77, 2:2 K. Leitner 82                                                                                  |
| FC Carl Zeiss Jena – Altay SK 1:0 i 0:0 1 16.09 1969 1:0 Stein 42 2 01.10 1969 |
| Lausanne Sports – Rába ETO 1:2 i 1:2 1 16.09 1969 0:1 Györffi 1, 1:1 P. A. Chapuisat 16, 1:2 Györffi 30 2 01.10 1969 0:1 Korsos 55, 0:2 J. Somogyi 60, 1:2 Dürr 64 |
| Rosenborg BK – Southampton F.C. 1:0 i 0:2 1 17.09 1969 1:0 Sunde 36 2 30.09 1969 0:1 R. Davies 34, 0:2 Paine 60 |
| Hansa Rostock – Panionios GSS 3:0 i 0:2 1 17.09 1969 1:0 Drews 20, 2:0 Drews 75, 3:0 Pankau 85k 2 30.09 1969 0:1 Spiropoulos 50, 0:2 Dedos 64 |
| Dinamo Bacău – Floriana FC 6:0 i 1:0 1 17.09 1969 1:0 Grima 1s, 2:0 Dembrovschi 11, 3:0 Baluta 24, 4:0 Dembrovschi 73k, 5:0 Dembrovschi 86, 6:0 Ene 87 2 28.09 1969 1:0 Ene 32 |
| Sławia Sofia – Valencia CF 2:0 i 1:1 1 17.09 1969 1:0 Grigorow 42, 2:0 T. Kolew 70k 2 01.10 1969 1:0 Grigorow 33, 1:1 Ansola 75 |
| Inter Mediolan – Sparta Praga 3:0 i 1:0 1 17.09 1969 1:0 Boninsegna 68, 2:0 Boninsegna 79, 3:0 Reif 84 2 01.10 1969 1:0 Boninsegna 6 |
| Juventus F.C. – Łokomotiw Płowdiw 3:1 i 2:1 1 17.09 1969 0:1 Wasiliew 1, 1:1 Vieri 27k, 2:1 Leonardi 31, 3:1 Castano 71 2 01.10 1969 1:0 Leonardi 21, 1:1 Wasiliew 62, 2:1 Anastasi 75 |
| VfB Stuttgart – Malmö FF 3:0 i 1:1 1 17.09 1969 1:0 Björklund 36s, 2:0 Olsson 50, 3:0 Haug 88 2 01.10 1969 1:0 Weidmann 15, 1:1 Larsson 65 |
| Hannover 96 – AFC Ajax 2:1 i 0:3 1 17.09 1969 1:0 Heynckes 20, 1:1 Swart 32, 2:1 Skoblar 41 2 24.09 1969 0:1 Cruijff 22, 0:2 Swart 47, 0:3 G. Mühren 67 |
| Aris FC – US Cagliari 1:1 i 0:3 1 17.09 1969 1:0 Spiridion 12, 1:1 Martiradonna 82 2 01.10 1969 0:1 Domenghani 10, 0:2 Riva 13, 0:3 Gon 76k |
| FC Metz – SSC Napoli 1:1 i 1:2 1 17.09 1969 0:1 Bosdaves 8, 1:1 Szepaniak 67 2 01.10 1969 0:1 Bianchi 41, 0:2 Improta 60k, 1:2 Hausser 70 |
| FC Barcelona – Boldklubben 1913 4:0 i 2:0 1 17.09 1969 1:0 Ejlersen 10s, 2:0 Zaldúa 16, 3:0 Martí Filosia 28, 4:0 Martí Filosia 72 2 01.10 1969 1:0 Pellicer 54, 2:0 Rexach 89 |
| FK Vojvodina – Gwardia Warszawa 1:1 i 0:1 1 04.09 1969 0:1 B. Wiśniewski 18, 1:1 Dakić 49k 2 17.09 1969 0:1 E. Lipiński 16 |
| Dunfermline Athletic – Girondins Bordeaux 4:0 i 0:2 1 16.09 1969 1:0 Patón 26, 2:0 Patón 75, 3:0 Mitchell 81, 4:0 Gardner 85 2 01.10 1969 0:1 Othily 19, 0:2 Wojciak 88 |
| FC Zürich – Kilmarnock F.C. 3:2 i 1:3 1 16.09 1969 0:1 J. McLean 75 eskunda, 0:2 Mathie 14, 1:2 Volkert 26k, 2:2 Künzli 30, 3:2 Grünig 47 2 30.09 1969 0:1 McGrory 42, 0:2 Mornson 46, 1:2 Grunig 63, 1:3 T. McLean 74                                                                      |
| TSV 1860 Monachium – Skeid Fotball 2:2 i 1:2 1 03.09 1969 1:0 Fischer 39, 1:1 E. Johansen 77, 1:2 Fischer 78, 2:2 K. Sjöberg 82 2 16.09 1969 0:1 K. Sjöberg 32, 1:1 Keller 39, 1:2 Richenberger 78s                                                                                         |
| Knattspyrnufélagið Valur – RSC Anderlecht 0:6 i 0:2 1 10.09 1969 0:1 T. Nordahl 5, 0:2 van Himst 15, 0:3 van Himst 22, 0:4 van Himst 28, 0:5 T. Nordahl 30, 0:6 van Himst 50 (mecz w Gandawie) 2 16.09 1969 0:1 T. Nordahl 7, 0:2 Mulder 78                                                 |
| Royal Charleroi – NK Zagreb 2:1 i 3:1 1 03.09 1969 1:0 Bissot 6, 2:0 Boulet 39, 2:1 Bubanj 42 2 24.09 1969 1:0 Bertoncello 29, 2:0 Bissot 49, 2:1 Huttmacher 67s, 3:1 Bissot 73 |
| Hvidovre IF – FC Porto 1:2 i 0:2 1 24.09 1969 1:0 L. Sörensen 29k, 1:1 Helder Ernesto 62, 1:2 Helder Ernesto 70 2 01.10 1969 0:1 Salim 24, 0:2 Rolando 74 |
| Jeunesse Esch – Coleraine F.C. 3:2 i 0:4 1 18.09 1969 0:1 Curley 16, 1:1 Allamano 48, 2:1 Allamano 53, 2:2 Murray 60, 3:2 Allamano 89 2 01.10 1969 0:1 S. Wilson 11, 0:2 D. Dickson 73, 0:3 D. Dickson 85, 0:4 Jennings 87                                                                  |
| Vitória Setúbal – FC Rapid Bukareszt 3:1 i 4:1 1 18.09 1969 1:0 José Maria 41, 2:0 Guerrerio 64, 2:1 José Maria 87, 3:1 Neagu 71 2 01.10 1969 1:0 Vagner 23k, 2:0 José Maria 34, 3:0 Vagner 61k, 4:0 Figueiredo 64, 4:1 Stelian 78                                                          |

## 1/16 finału
| Sporting CP – Arsenal F.C. 0:0 i 0:3 1 29.10 1969 2 26.11 1969 0:1 Radford 20, 0:2 Graham 43, 0:3 Graham 53 |
| Royal Charleroi – FC Rouen 3:1 i 0:2 1 29.10 1969 1:0 Bissot 23, 2:0 Spaute 27, 3:0 Bissot 31, 3:1 Villa 40 2 19.11 1969 0:1 Rustichelli 10, 0:2 Villa 54 |
| Skeid Fotball – Dinamo Bacău 0:0 i 0:2 1 22.10 1969 2 29.10 1969 0:1 Dembrovschi 47k, 0:2 Dembrovschi 58 |
| Kilmarnock F.C. – Sławia Sofia 4:1 i 0:2 1 19.11 1969 1:0 Matnie 6, 2:0 Cook 10, 3:0 Matnie 75, 4:0 Gilmour 76, 4:1 Szałamanow 88 2 26.11 1969 0:1 Michaiłow 1, 0:2 Koczew 24 |
| AFC Ajax – Ruch Chorzów 7:0 i 2:1 1 19.11 1969 1:0 Vasovic 43, 2:0 Swart 44, 3:0 Cruijff 56, 4:0 van Dijk 63, 5:0 Cruijff 70, 6:0 Vasovic 76k, 7:0 van Dijk 80 2 26.11 1969 1:0 G. Mühren 15, 1:1 Piechniczek 43, 2:1 van Dijk 89 |
| VfB Stuttgart – SSC Napoli 0:0 i 0:1 1 12.11 1969 2 26.11 1969 0:1 Canzi 75 |
| FC Carl Zeiss Jena – US Cagliari 2:0 i 1:0 1 12.11 1969 1:0 Rock 63, 2:0 Irmscher 73k 2 26.11 1969 1:0 Stein 8 |
| RFC Brugeois – Újpest 5:2 i 0:3 1 29.10 1969 1:0 Rensenbrink 4, 1:1 Juhasz 33, 2:1 Rensenbrink 36, 3:1 Turesson 48, 4:1 Turesson 73, 5:1 Rensenbrink 87, 5:2 Fazekas 90 2 26.11 1969 0:1 Fazekas 47, 0:2 Bene 58, 0:3 Fazekas 65 |
| Hansa Rostock – Inter Mediolan 2:1 i 0:3 1 12.11 1969 0:1 Boninsegna 1, 1:1 Hergesell 63, 2:1 Sackritz 89 2 26.11 1969 0:1 Jair 5, 0:2 Suárez 23, 0:3 Mazzola 32 |
| Rába ETO – FC Barcelona 2:3 i 0:2 1 21.10 1969 1:0 Varsanyi 5, 1:1 Pellicer 12, 1:2 Zaldúa 31, 1:3 Zaldúa 71, 2:3 Orban 82 2 26.11 1969 0:1 Orban 43s, 0:2 Zaldúa 62 |
| Hertha BSC – Juventus F.C. 3:1 i 0:0 1 12.11 1969 0:1 Anastasi 13, 1:1 Gayer 17, 2:1 Wild 31, 3:1 Steffenhagen 79 2 26.11 1969 |
| Vitória Setúbal – Liverpool F.C. 1:0 i 2:3 1 12.11 1969 1:0 Fernando Tome 40 2 26.11 1969 1:0 Vagner 23k, 2:0 Strong 56s, 2:1 Smith 60k, 2:2 Evans 88, 2:3 Hunt 90 |
| FC Porto – Newcatle United 0:0 i 0:1 1 19.11 1969 2 26.11 1969 0:1 J. Scott 22 |
| Vitória SC – Southampton F.C. 3:3 i 1:5 1 04.11 1969 1:0 Mendes 12, 1:1 Channon 13, 2:1 Mendes 58, 2:2 Davies 63, 2:3 Paine 82, 3:3 Pinto 88k 2 12.11 1969 0:1 Costeado 13s, 0:2 Davies 54k, 0:3 Gabriel 55, 1:3 Ademir 68, 1:4 Channon 85, 1:5 Davies 87                                                                                        |
| Dunfermline Athletic – Gwardia Warszawa 2:1 i 1:0 1 05.11 1969 1:0 McLean 8, 1:1 Marczak 62, 2:1 Gardner 73 2 18.11 1969 1:0 Renton 5 |
| RSC Anderlecht – Coleraine F.C. 6:1 i 7:3 1 11.11 1969 1:0 van Himst 5, 2:0 Mulder 23, 2:1 Murray 26, 3:1 Mulder 41, 4:1 van Himst 47, 5:1 Hanon 70, 6:1 Devrindt 82 2 20.11 1969 1:0 van Himst 1, 2:0 van Himst 4, 3:0 Puis 15, 4:0 Devrindt 16, 5:0 van Himst 23, 6:0 Puis 27, 6:1 D. Dickson 46, 7:1 Puis 52, 7:2 D. Dickson 71, 7:3 Irvin 73 |

## 1/8 finału
| FC Rouen – Arsenal F.C. 0:0 i 0:1 1 17.12 1969 2 13.01 1970 0:1 Sammels 89                                                                                                   |
| Kilmarnock F.C. – Dinamo Bacău 1:1 i 0:2 1 17.12 1969 1:0 Mathie 50, 1:1 Baluta 73 2 13.01 1970 0:1 Ene 28, 0:2 Ene 79                                                       |
| SSC Napoli – AFC Ajax 1:0 i 0:4 (dog) 1 10.12 1969 1:0 Manservisi 37 2 21.01 1970 0:1 Swart 35, 0:2 Suurendonk 109, 0:3 Suurendonk 111, 0:4 Suurendonk 116                   |
| FC Carl Zeiss Jena – Újpest 1:0 i 3:0 1 14.01 1970 1:0 W. Krauss 88 2 21.01 1970 1:0 Scheitler 5, 2:0 Stein 44, 3:0 P. Ducke 54                                              |
| FC Barcelona – Inter Mediolan 1:2 i 1:1 1 14.01 1970 0:1 Boninsegna 7, 1:1 Fuste 20, 1:2 Bertini 32 2 04.02 1970 0:1 Boninsegna 18, 1:1 Rexach 29                            |
| Vitória Setúbal – Hertha BSC 1:1 i 0:1 1 30.12 1969 1:0 Wagner Canotilho 10, 1:1 Horr 20 2 17.01 1970 0:1 Steffenhagen 59                                                    |
| Newcatle United – Southampton F.C. 0:0 i 1:1 1 17.12 1969 2 14.01 1970 1:0 Channon 29, 1:1 B. Robson 85                                                                      |
| RSC Anderlecht – Dunfermline Athletic 1:0 i 2:3 1 17.12 1969 1:0 Devrindt 45 2 14.01 1970 0:1 G. McLean 9, 0:2 Mitchel 47, 1:2 van Himst 75, 2:2 Mulder 85, 2:3 G. McLean 88 |

## 1/4 finału
| Dinamo Bacău – Arsenal F.C. 0:2 i 1:7 1 11.03 1970 0:1 Sammels 59, 0:2 Radford 81 2 18.03 1970 0:1 Radford 7, 0:2 George 24, 0:3 George 26, 1:3 Baluta 33, 1:4 Graham 45, 1:5 Sammels 59, 1:6 Radford 77, 1:7 Sammels 83    |
| FC Carl Zeiss Jena – AFC Ajax 3:1 i 1:5 1 04.03 1970 1:0 R. Ducke 22, 2:0 Stein 24, 3:0 P. Ducke 33, 3:1 Vasovic 86 2 11.03 1970 1:0 P. Ducke 17, 1:1 Vasovic 21, 1:2 Swart 27, 1:3 Keizer 44, 1:4 Swart 57, 1:5 Cruijff 70 |
| Hertha BSC – Inter Mediolan 1:0 i 0:2 1 04.03 1970 1:0 Horr 22 2 18.03 1970 0:1 Boninsegna 47, 0:2 Boninsegna 60k |
| RSC Anderlecht – Newcatle United 2:0 i 1:3 1 04.03 1970 1:0 Desanghere 32, 2:0 Puis 62 2 18.03 1970 0:1 B. Robson 4, 0:2 B. Robson 20, 0:3 K. Dyson 85, 1:3 T. Nordahl 87                                                   |

## 1/2 finału
| Arsenal F.C. – AFC Ajax 3:0 i 0:1 1 08.04 1970 1:0 George 16, 2:0 Sammeis 77, 3:0 George 80k 2 15.04 1970 0:1 G. Mühren 17 |
| RSC Anderlecht – Inter Mediolan 0:1 i 2:0 1 01.04 1970 0:1 Boninsegna 49 2 15.04 1970 1:0 Bergholtz 3, 2:0 Bergholtz 45    |

## Finał
| RSC Anderlecht – Arsenal F.C. 3:1 i 0:3 |
| 22 kwietnia 1970 Bruksela Astrid Park (27 000) RSC Anderlecht – Arsenal F.C. 3:1 (2:0) Sędzia: Rudolf Scheurer (Szwajcaria) Bramki: 1:0 Johan Devrindt 25, 2:0 Jan Mulder 30, 3:0 Jan Mulder 74, 3:1 Raymond Kennedy 82 Royal Sporting Club Anderlecht (trener Pierre Sinibaldi): Jean-Marie Trappeniers – Georges Heylens, Johny Velkeneers, Tomas Nordahl, Julien Kialunda, Jean Cornelis (68 Alfonse Peeters), Gérard Desanghere, Johan Devrindt, Jan Mulder, Paul Van Himst (kapitan), Wilfried Puis Arsenal Football Club (trener Albert Mee): Robert Wilson – Peter Edwin Storey, Robert McNab, Edward Kelly, Francis McLintock (kapitan), Peter Simpson, George Armstrong, Jonathan Sammels, John Radford, Charles Frederick George (77 Raymond Kennedy), George Graham |
| 28 kwietnia 1970 Londyn Highbury (51 612) Arsenal F.C. – RSC Anderlecht 3:0 (1:0) Sędzia: Gerhard Kunze (NRD) Bramki: 1:0 Edward Kelly 25, 2:0 John Radford 75, 3:0 Jonathan Sammels 76 Arsenal Football Club (trener Albert Mee): Robert Wilson – Peter Edwin Storey, Robert McNab, Edward Kelly, Francis McLintock (kapitan), Peter Simpson, George Armstrong, Jonathan Sammels, John Radford, Charles Frederick George, George Graham Royal Sporting Club Anderlecht (trener Pierre Sinibaldi): Jean-Marie Trappeniers – Georges Heylens, Maurice Martens, Tomas Nordahl, Johny Velkeneers, Julien Kialunda, Gérard Desanghere, Johan Devrindt, Jan Mulder, Paul Van Himst (kapitan), Wilfried Puis                                                                         |